# تيم كيغان
تيم كيغان (بالإنجليزية: Tim Keegan)‏ هو مغن مؤلف وعازف قيثارة بريطاني، ولد في 18 يناير 1967.

## وصلات خارجية
- تيم كيغان على موقع ميوزك برينز (الإنجليزية)
- تيم كيغان على موقع أول ميوزيك (الإنجليزية)
- تيم كيغان على موقع ديسكوغز (الإنجليزية)